# Триплатинапентагадолиний
Трипла̀тинапентагадоли́ний — бинарное неорганическое соединение, интерметаллид
платины и гадолиния
с формулой Gd5Pt3,
кристаллы.

## Получение
- Сплавление стехиометрических количеств чистых веществ:

{\displaystyle {\mathsf {3Pt+5Gd\ {\xrightarrow {1600^{o}C}}\ Gd_{5}Pt_{3}}}}

## Физические свойства
Триплатинапентагадолиний образует кристаллы гексагональной сингонии, пространственная группа P 63/mcm, параметры ячейки a = 0,8479 нм, c = 0,6275 нм, Z = 2,
структура типа трисилицида пентамарганца Mn5Si3
.
Соединение образуется по перитектической реакции при температуре ≈1600 °C.